# The Lords of Salem
Pour plus de détails, voir Fiche technique et Distribution.
The Lords of Salem ou Les Seigneurs de Salem au Québec est un film d'horreur américain écrit et réalisé par Rob Zombie et produit par Jason Blum, Steven Schneider et Oren Peli, les producteurs du film Paranormal Activity, et sorti en 2012. The Lords of Salem est le cinquième film de Zombie, et le troisième en tant qu'œuvre originale après les remakes de Halloween et Halloween 2. Il s'inspire du procès des sorcières de Salem au XVIIe siècle.

## Synopsis
Au XVIIe siècle, à Salem, Massachusetts, 22 jeunes femmes innocentes sont tuées pour sorcellerie, toutes capturées par les Seigneurs de Salem, chargés de trouver les femmes soupçonnées de sorcellerie. Mais secrètement, 4 vraies sorcières sont tuées et jurent de revenir se venger un jour.
De nos jours, Heidi, DJ de la station de radio WIQZ Salem Rocks est membre de la Big H Team, trio le plus connu de la radio avec ses deux comparses Whitey et Munster. Elle mène une vie paisible lorsqu'un jour elle reçoit une mystérieuse boîte en bois contenant un vinyle avec écrit dessus "Cadeau des Seigneurs". La DJ décide de passer le vinyle à l'antenne, croyant avoir affaire à un groupe voulant percer. Lors de sa diffusion, la musique joue à l'envers et Heidi vit une expérience traumatisante à travers un flashback. Lorsque son frère décide à son tour de passer la chanson, le disque passe normalement et connait même un grand succès sur les ondes. Peu de temps après, Heidi et ses frères reçoivent une deuxième boîte contenant stickers et affiche déclarant qu'un grand concert aura lieu dans la ville de Salem. Très vite ils vont comprendre que ce ne sera pas un concert comme les autres...

## Fiche technique
- Titre original et français : The Lords of Salem
- Titre québécois : Les Seigneurs de Salem
- Réalisation : Rob Zombie
- Scénario : Rob Zombie
- Direction artistique : Jennifer Spence
- Décors : Lauri Mazuer
- Photographie : Brandon Trost
- Montage : Glen Garland
- Musique : John 5 et Griffin Boice
- Production : Steven Schneider, Jason Blum, Andy Gould, Rob Zombie et Oren Peli
- Sociétés de production : Alliance Films, Haunted Films et Blumhouse Productions
- Société de distribution : Anchor Bay Films
- Pays d'origine : États-Unis, Royaume-Uni, Canada
- Format : couleur - 2,35:1 - Dolby Digital - 35 mm
- Langue originale : anglais
- Genre : horreur, fantastique
- Durée : 101 minutes
- Dates de sortie :
  - Canada : 10 septembre 2012 (festival international du film de Toronto)
  - États-Unis : 19 avril 2013
  - France : 9 octobre 2013 (en DVD et Blu-Ray)
- Classification : Interdit aux moins de 12 ans avec avertissement.

## Distribution
- Sheri Moon Zombie (VFB : Christine Bellier) : Heidi Hawthorne
- Jeff Daniel Phillips (VFB : Michelangelo Marchese) : Herman Salvador
- Ken Foree (VFB : Claudio Dos Santos) : Herman Jackson
- Meg Foster (VFB : Françoise Villiers) : Margaret Morgan
- Bruce Davison (VFB : Lionel Bourguet) : Francis Matthias
- Judy Geeson (VFB : Nathalie Hons) : Lacy Doyle
- Patricia Quinn (VFB : Rosalia Cuevas) : Megan
- Dee Wallace (VFB : Francine Laffineuse) : Sonny
- María Conchita Alonso (VFB : Monia Douieb) : Alice Matthias
- Andrew Prine (VFB : Martin Spinhayer) : Révérend Jonathan Hawthorne
- Richard Fancy (en) (VFB : Patrick Donnay) : AJ Kennedy
- Torsten Voges (VFB : Erwin Grunspan) : Comte Gorgann
- Julian Acosta (VFB : Tony Beck) : le prêtre
- Michael Berryman : Virgil Magnus
- Sid Haig : Dean Magnus
- Lew Temple : Penson
- Bobby Campo : Juge Samuel Mather
- Lisa Marie : Priscilla Reed
- Barbara Crampton : Virginia Cable
- Christopher Knight : Lobster Joe
- Brandon Cruz : Ted Delta
- Michael Shamus Wiles : Jarrett Perkins
- Daniel Roebuck : Frankenmonster (non crédité)
- Udo Kier : le chasseur de sorcière (non crédité)
- Clint Howard : Carlo (non crédité)
- Richard Lynch : John Hawthorne (non crédité)
- Camille Keaton : la servante (non crédité)
- Ernest Lee Thomas : Chip McDonald (non crédité)

## Production

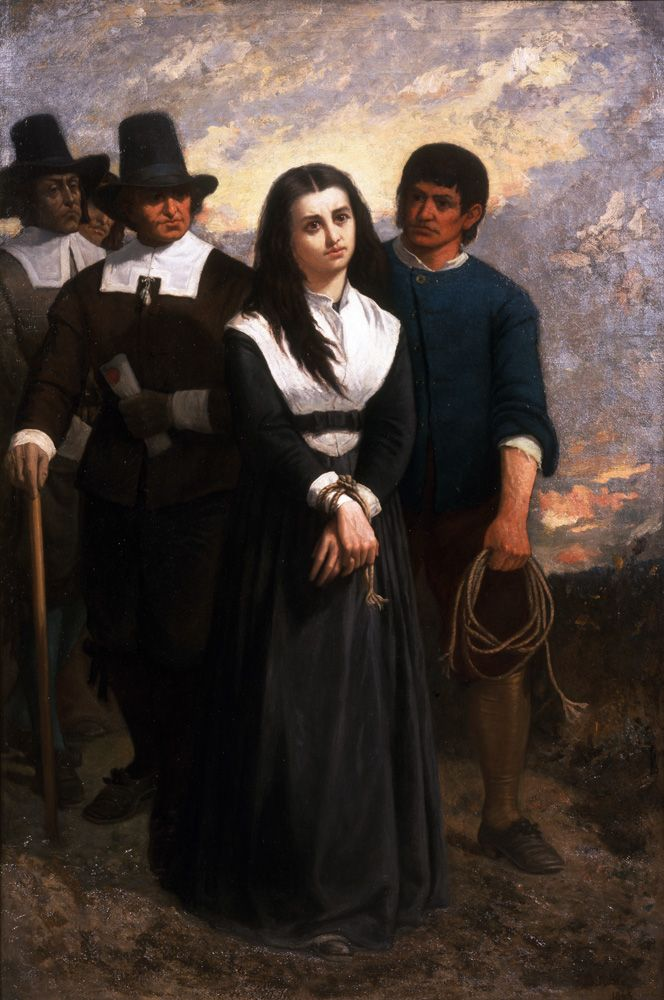
Witch Hill ou Le Martyr de Salem, peinture de Thomas Satterwhite Noble représentant l'une des supposées Sorcières de Salem.

Le 22 septembre 2010 Rob Zombie annonce qu'il écrira et dirigera un nouveau film, The Lords of Salem. Le film sera le fruit d'une collaboration entre Zombie, Haunted Films, la compagnie de production créée par Jason Blum, Steven Schneider et Oren Peli, les producteurs du film Paranormal Activity, et Alliance Films. Selon Rob Zombie il s'attellera à l'écriture du script à la fin de sa tournée américaine avec son groupe, bien qu'il ait déjà écrit les grandes lignes du film depuis quelques années s'appuyant sur la véritable histoire des Sorcières de Salem, de plus The Lords of Salem fut déjà le titre d'une chanson paru sur l'album Educated Horses de Zombie. Ce dernier expliqua le choix de faire ce film à la suite des différentes entrevues qu'il eut avec les dirigeants de Haunted Films qui lui donnèrent carte blanche sur la totalité du film. Le tournage devrait commencer en mars/avril 2011 et Zombie et son groupe devrait s'occuper de la bande son du film.
Selon Zombie son plan initial était de faire le remake du Blob, mais changea d'avis à la suite des différentes difficultés rencontrées lors du tournage des deux Halloween, de plus il ne se voyait pas faire un autre remake.
Lors d'une récente interview Rob Zombie donne son point de vue sur la tournure que prendra le film: « Avec tous ces films qui nous semblaient très effrayants durant des années - l'Exorciste ou The Shining - ils pouvaient faire leur temps. Ces films engloutissaient les gens, et c'est exactement ce que je veux pour mon film, parce que de nos jours les nouveaux films d'horreur sont si courts et bâclés, tu ne peux pas faire ça. C'est pour ça que je pense que tant de monde fut si effrayés par Paranormal Activity, car vous tombez dans le rythme du film, et ça commence à vous paraître réel ».
De passage à Paris en juin 2011, Rob Zombie explique que son film sera « un mélange entre un thriller psychologique et une ghost story avec des sorcières, inspiré par Le Locataire de Roman Polanski ». Le 10 octobre 2011, Zombie annonce que le guitariste de son groupe, John 5, a officiellement signé pour composer la bande son original du film. Le 8 octobre 2011, Rob Zombie confirme que le tournage du film commencera le 17 octobre 2011 à Salem.
Après un mois de tournage à Salem, l'équipe de tournage et Rob Zombie déménage du Massachusetts pour tourner le reste du film à Los Angeles en Californie.

### Casting
Selon le site IMDb, Marvin Duerkholz, acteur faisant partie de la distribution de Underworld : Nouvelle Ère, jouerait le rôle de Scott Ramsey dans le film de Zombie. Autre membre ajouté au casting, l'actrice Meg Foster est confirmée par Rob Zombie, elle jouera le rôle de Margaret Morgan, la meneuse des sorcières. Fin septembre 2011, Rob Zombie continue d'annoncer sur son facebook officiel des morceaux de son casting. Ainsi, après Meg Foster, Ernest Thomas (Chip "Freakshow" McDonald, directeur de la station de radio WIQZ Salem Rocks) et Jeff Daniel Phillips (Whitey Salvador, le frère de Heidi), on apprend que Torsten Voges fera partie du prochain Zombie, il jouera le rôle de Count Gorgann, leader du groupe fictif de heavy metal norvégien Leviathan the Fleeing Serpent. Le 2 octobre 2011, toujours sur son Facebook officiel, Rob Zombie annonce l'ajout de l'acteur nommé aux Academy Awards Bruce Dern, dans le rôle de Francis Matthias, auteur du livre "Satan's last Stand: La vérité sur le procès des sorcières de Salem". Autre ajout, l'actrice Lisa Marie qui n'a pas tourné dans un long métrage depuis 2001, jouera le rôle de Priscilla Reed, qui selon Zombie sera "une femme qui donne tout son support aux sorcières". Le 13 octobre 2011, nouvel ajout avec l'arrivée de María Conchita Alonso dans le rôle de Alice Matthias la femme de Francis Matthias (Bruce Dern). Ken Foree, acteur habitué des films de Rob Zombie, ayant joué notamment dans The Devil's Rejects et le remake Halloween prendra le rôle de Herman "Munster" Jackson, troisième larron de la Big H Team, trio vedette formé avec Hedi et Whitey sur WIQZ Salem Rocks. Le 21 octobre Zombie annonce que Bruce Dern doit se retirer du projet dû à un conflit de calendrier, il est remplacé par Bruce Davison pour reprendre le rôle. Le 8 novembre 2011, Zombie annonce que Sid Haig, acteur fétiche du réalisateur, fait partie du casting du film, interprétant Dean Magnus et Michael Berryman le rôle de Virgil Magnus.

## Anecdote
Le film a été projeté à Paris le 29 juin 2013 dans le cadre d'une soirée spéciale consacrée au réalisateur.